# گورکا دوخوونا
گورکا دوخوونا (به لاتین: Górka Duchowna) یک روستا در لهستان است که در گمینا لیپنو (استان لهستان بزرگ‌تر) واقع شده‌است. گورکا دوخوونا ۱٬۰۰۰ نفر جمعیت دارد.